# Вышеслава
Вышеслава (пол. Wyszesława Światosławówna, около 1047 — не ранее 1089) — русская княжна, с 1067 года жена польского князя, позднее короля Болеслава II Смелого.

## Происхождение
По одной версии, Вышеслава — дочь князя смоленского Вячеслава Ярославича. В 1058 году овдовевшей матерью своей увезена была в Германию. Ян Длугош называет жену Болеслава Вышеславной, единственной дочерью русского князя, Марцин Кромер говорит, что имя отца её неизвестно. И. Гюбнер в своих «Genealogische Tabellen» называет её дочерью Выслава, которого Михаил Ломоносов исправляет на Вячеслава. В русских летописях жена Болеслава называется «девицей красной». Василий Татищев считал Вышеславу дочерью великого князя Святослава Ярославича. Густинская летопись говорит, что «Болеслав Смелый… поят себе в жену… дщерь Вячеславлю, внуку Ярославлю».

## Биография
В 1067 году Вышеслава вышла замуж за Болеслава II Польского. Вероятно, была коронована вместе с ним как королева Польши на Рождество 1076 года в Гнезно. Через три года Болеслав был свергнут с престола мятежниками, во главе которых стоял его брат Владислав Герман, и вынужден был вместе с семьёй бежать в Венгрию. Через два года он умер при загадочных обстоятельствах, возможно, был отравлен.
Галл Аноним сообщает, что в 1086 году Владислав, сменивший Болеслава на престоле, пригласил Вышеславу и её сына Мешко вернуться в Польшу, и они приняли приглашение. Однако в 1089 году Мешко был отравлен во время застолья. По сведениям того же Галла Анонима, Вышеслава приняла участие в его похоронах, и это является последним упоминанием о ней в летописях. Дальнейшая судьба её неизвестна.

## Комментарии
1. ↑  Н. М. Карамзин считал женой Вячеслава Оду Леопольдовну, графиню Штаденскую, однако в настоящее время в русской историографии распространена версия А. В. Назаренко, по которой Ода была женой Святослава Ярославича.
2. ↑  Huebner J.: Genealogische Tabellen, nebst denen darzu gehoerigen genealogischen Fragen, zur Erlaeutering der politischen Historie. Th. 1-3. — Leipzig , 1725—1728.